# Кратцер, Николас
Николас Кратцер (1487[…], Мюнхен — 1550[…], Оксфорд) — немецкий гуманист, часовщик, математик и астроном.

## Биография
Родился в Мюнхене. С 1506 года Кратцер учился в Кёльнском и Виттенбергском университетах, где, предположительно, познакомился с выдающимся гуманистом Кристофом фон Шерлом, который, по-видимому, оказал на него длительное влияние. Вернувшись в Кёльн, он завершил обучение в 1509 году в качестве бакалавра и, предположительно, переехал в Вену. Предполагается, что там он работал над солнечными часами.
В конце 1517 года отправился в Англию в качестве профессора математики, где в 1519 году поступил на службу к Генриху VIII. Он работал у него в качестве часовщика и придворного астронома и отвечал за закупку королевских часов. Крацер также преподавал в государственной школе, основанной Томасом Мором. С разрешения своего работодателя Крацер смог продолжить чтение лекций по геометрии Евклида в Оксфордском университете и в 1520 году построил там солнечные часы. Во время пребывания там он познакомился с Альбрехтом Дюрером, с которым он снова встретился в Антверпене у Эразма Роттердамского в 1520 году.
Кратцер присутствовал при написании Дюрером портрета Эразма, позднее Дюрер также написал его портрет, который считается утерянным. Затем Кратцер путешествовал по Германии с дипломатической миссией для короля. По возвращении в Англию он консультировал Генриха VIII по техническим вопросам. Ни одно из изготовленных им устройств не сохранилось до наших дней. На картине Ганса Гольбейна Младшего «Портрет Николаса Кратцера», написанной в 1528 году, изображены некоторые из этих приборов в качестве примеров. Похожие приборы Гольбейн изобразил на картине «Послы» 1533 года.
Питер Дринкуотер представил критическую оценку солнечных часов, приписываемых Кратцеру, в частности тех, что изображены на портрете Гольбейна. Он отмечает, что «Кратцер добился триумфа не благодаря гениальности или творчеству, а благодаря тому, что узнал, что открыли и изобрели другие, и первым применил эти знания в Англии».